# Laveline-du-Houx
Laveline-du-Houx település Franciaországban, Vosges megyében. Lakosainak száma 207 fő (2022. január 1.). Laveline-du-Houx Beauménil, Champdray, Faucompierre, Fiménil, Herpelmont, Jussarupt, Lépanges-sur-Vologne, La Neuveville-devant-Lépanges, Rehaupal és Tendon községekkel határos.

## Népesség
A település népességének változása:
| Lakosok száma | 232  | 231  | 230  | 214  | 205  | 206  | 204  | 202  | 207  |
|               | 2013 | 2015 | 2016 | 2017 | 2018 | 2019 | 2020 | 2021 | 2022 |